# Klassfesten
Klassfesten är en svensk komedifilm från 2002 regisserad av Måns Herngren och Hannes Holm. Filmen handlar om varför man inte vill återförenas med sin gamla klass, men ändå gör det.

## Handling
20 år efter det att Magnus Edquist (Björn Kjellman) gått ut nian i Hagsätra får han en inbjudan till klassens återförening. Varför skulle han vilja återuppleva en av sina mest ångestfyllda perioder i sitt liv? Förnedrande brännbollsmatcher, falska tal och hemska minnen står inte överst på hans önskelista.
När han några veckor senare är på väg till klassfesten är det av en helt annan anledning. Kanske finns det en möjlighet att Hillevi (Inday Ba) dyker upp, hans stora ungdomskärlek som han skulle rymma och leva sitt liv med. Om det inte varit för det faktum att han aldrig vågade.

## Om filmen
Klassfesten är regisserad av Måns Herngren och Hannes Holm. Fotograf var Göran Hallberg.
Musiken i filmen är "Calleth You, Cometh I" och "Topsy Kaiser", båda låtarna gjordes av bandet The Ark. The Arks sångare Ola Salo har själv skrivit de bägge låtarna, "Calleth You, Cometh I" tillsammans med Peter Kvint.

## Rollista (i urval)
- Björn Kjellman - Magnus
- Inday Ba - Hillevi
- Cecilia Frode - Lollo, Magnus fru
- Lisa Lindgren - Jeanette
- Mikael Almqvist - Hasse
- Ulf Friberg - Tommy
- Henrik Hjelt - Ove
- Johan Ehn - Jonas
- Jessica Forsberg - Pia
- Ingrid Luterkort - Fröken
- Urban Bergsten - Leffe Lort
- Jimmy Lindström - Lill-Micke
- Malena Engström - Sussie
- Anders Timell - Fabbe
- Jan Åström - Micke P
- Ulrika Malmgren - Åsa
- Annika Olsson - Helena
- Hannu Kiviaho - Rogge
- Anna-Maria Hallgarn - Lisa
- Anne-Lie Kinnunen - Spådamen
- Frida Öhman - Alva, Magnus och Lollos dotter
- Oscar Taxén - Unga Magnus
- Sacha Baptiste - Unga Hillevi
- Fredrik af Trampe - Unga Micke P

## Mottagande och utmärkelser
Cecilia Frode vann guldbaggen 2003 för bästa kvinnliga biroll i Klassfesten.